# Shane Gray
Shane Gray este un personaj care, interpretat de Joe Jonas, face parte din filmul Camp Rock. El este un liderul unei trupe numite Connect 3. La sfârșitul filmului, cântă un duet cu Mitchie.
Melodii
- Camp Rock 1
- 1.We Rock(Cast)
- 2.Play My Music
- 3.Gotta Find You
- 4.This Is Me(duet cu Mithchie Torres)

- Camp Rock 2
- 1.Brand New Day
- 2.Wouldn't Change A Thing(duet cu Mithchie Torres)
- 3.Heart and Soul
- 4.You're My Favorite Song(duet cu Mithchie Torres)
- 5.This Is Our Song(Cast)
- 6.What We Came Here For(Cast)
- 7.Rock Hard or Go Home(Cast)